# Прюдомм (персонаж)
Господин Жозеф Прюдо́мм (фр. Monsieur Joseph Prudhomme) — тип самодовольного, пошлого и ничтожного буржуа, созданный Анри Монье в его литературных и художественных произведениях; нарицательный образ.

## Характеристика
Неподражаемая филистерская пошлость мёсьё Прюдомма, вместе с его склонностью к эмфазу и риторике, с его непоколебимой самоуверенностью и глупостью, сделали его имя нарицательным. Особенно были знамениты его разнообразные изречения, банальность которых великолепно оттенялась тем торжественным пафосом, с которым они произносились:
- «Лишите человека общества, — и он останется в одиночестве»;
- «политический горизонт темнеет — комментарии излишни»;
- «Наполеон I страдал честолюбием; если бы он хотел остаться простым артиллерийским офицером, он был бы счастливым мужем и отцом и жил бы спокойно до наших дней»;
- «заменить мать невозможно» и т. п.

## Персонаж книг Монье
- «Народные сценки, нарисованные пером» («Scenes populaires dessinées à la plume», 1830, сборник сатирических пьес);
- «Новые народные сценки» («Nouvelles scènes populaires», v. 1—4, 1835—1839);
- «Величие и падение г-на Жозефа Прюдома» («Grandeur et décadence de M. Joseph Prudhomme», 1852, комедия);
- «Мемуары Жозефа Прюдома» («Mémoires de M. Joseph Prudhomme», v. 1—2, 1857)